# Differentiële optische absorptiespectroscopie

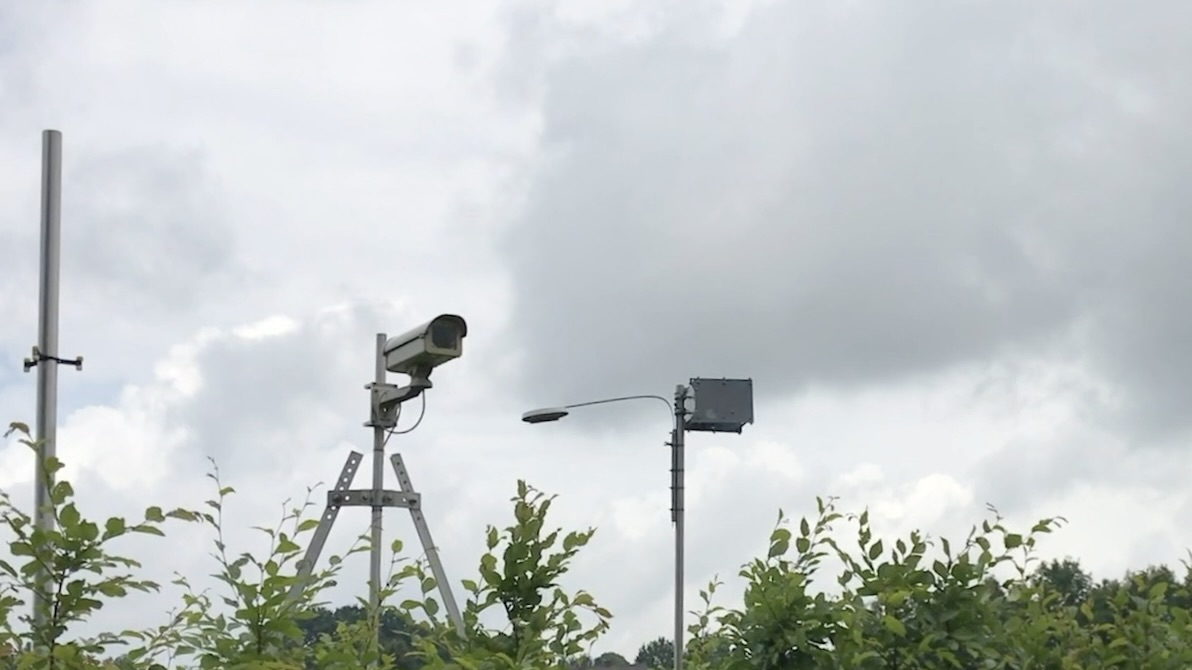
Stikstofmetingen in Nederland met een DOAS-opstelling

Differentiële Optische Absorptiespectroscopie (afgekort DOAS, Engels Differential Optical Absorption Spectroscopy) is een speciale aanpassing van absorptiespectroscopie in het zichtbare en ultraviolette gebied van het elektromagnetische spectrum voor de meting van lage concentraties luchtvervuiling.
Een DOAS-instrument is bijzonder vanwege zijn vaak bijzonder lange weglengte. In gewone spectrometers is dit vaak in de orde van een meter of zelfs korter. In het geval van DOAS kan de weglengte kilometers bedragen. Het voordeel hiervan is dat moleculen en radicalen aanwezig in zeer lage concentraties in de atmosfeer nog waargenomen kunnen worden. Een nadeel is dat aangenomen moet worden dat de concentratie langs de lange weglengte overal even groot is en dat is niet altijd het geval. Dit kan tot meetfouten leiden.
Een DOAS-instrument moet voldoen aan een groot aantal eisen. De verliezen die optreden bij het sturen van een bundel licht over grote afstanden kunnen groot zijn. Bovendien hebben de atmosferische species van belang vaak een scherp lijnenspectrum. Dit betekent dat het nodig is een lichtbron met een groot oplossend vermogen te gebruiken. Dit kan verwezenlijkt worden door gebruik te maken van een kleurstoflaser die een instelbare golflengte heeft die gevoed wordt door een argonlaser. Een dergelijke lichtbron kan een breed gebied aan golflengten aftasten met een oplossend vermogen van 0,005 nm.
De lichtbundel van de kleurstoflaser wordt gericht op een spiegel op een afstand van enige honderden meters die de bundel weerkaatst en terugstuurt naar de opening van het meetsysteem.
Met een dergelijk systeem is het mogelijk de diverse componenten van luchtverontreiniging te meten, bijvoorbeeld radicalen als OH of NO2 en moleculen als O3.
Een andere mogelijkheid is zonlicht te gebruiken, bijvoorbeeld door een spectrometer richten op het zenit. Een dergelijk instrument heeft dus geen lichtbron maar maakt gebruik van zonlicht dat gestrooid wordt in het zenit. Een dergelijk DOAS instrument kan gebruikt worden om species in de stratosfeer te volgen.